# Septembrie 1989
Acest articol este generat integral pe baza informațiilor din articolul 1989 și este actualizat periodic de un robot.
 Editările făcute în articol vor fi șterse la următoarea actualizare! Dacă doriți să faceți modificări, editați articolul-sursă.

ianuarie -
februarie -
martie -
aprilie -
mai -
iunie -
iulie -
august -
septembrie -
octombrie -
noiembrie -
decembrie
Septembrie 1989 a fost a noua lună a anului și a început într-o zi de vineri.

## Nașteri

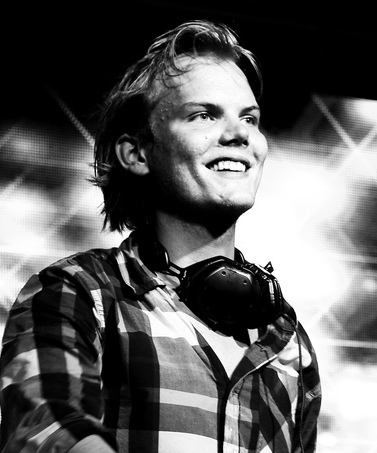
Avicii, DJ, remixer și producător muzical suedez
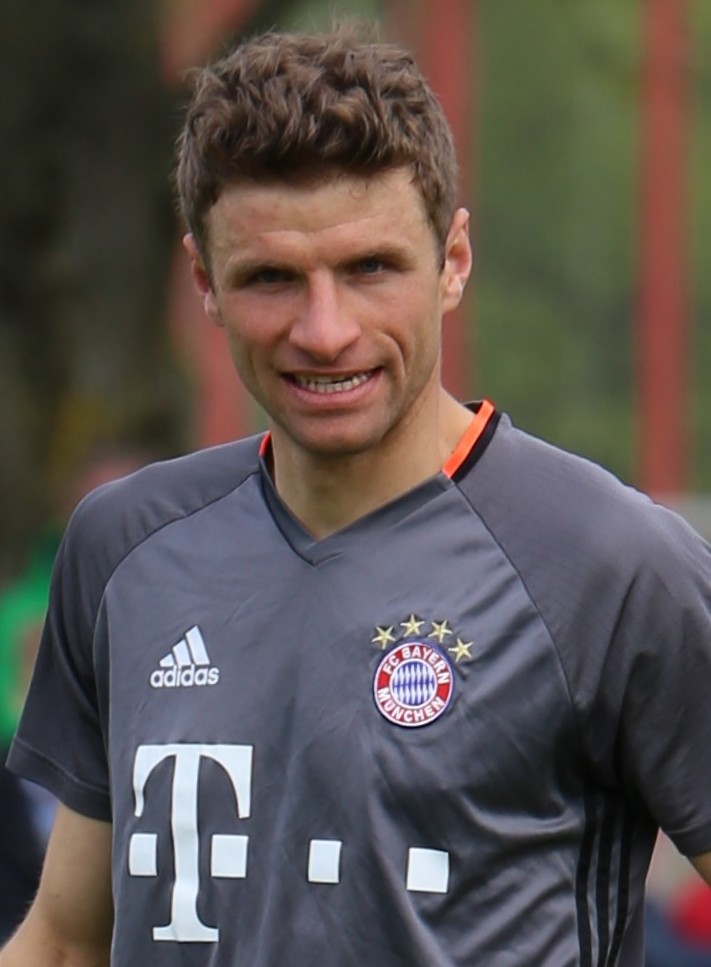
Thomas Müller, fotbalist german
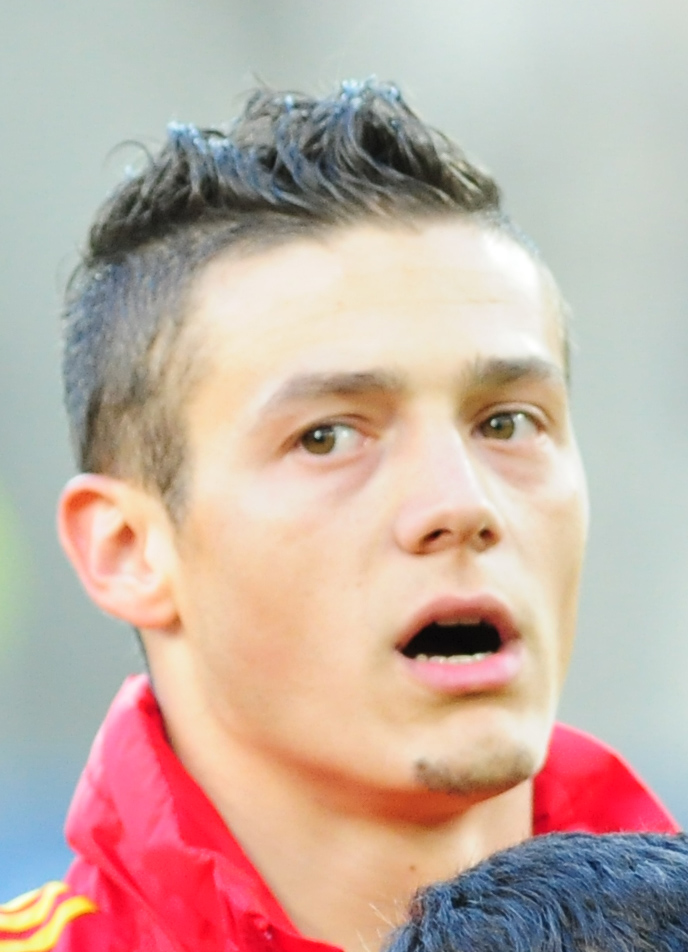
Gabriel Torje, fotbalist român
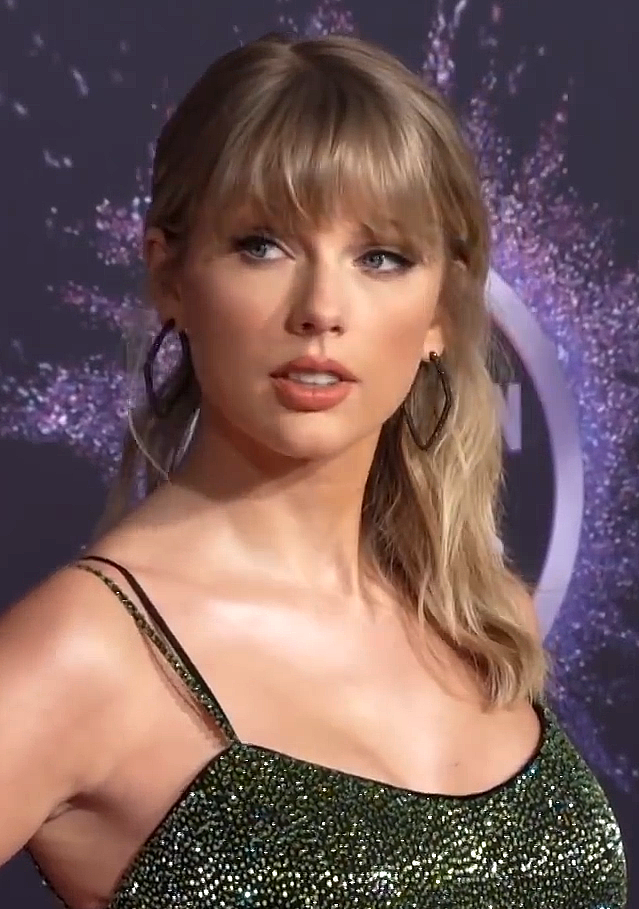
Taylor Swift, cantautoare americană de muzică pop și country

- 1 septembrie: Bill Kaulitz, cântăreț german
- 1 septembrie: Daniel Sturridge (Daniel Andre Sturridge), fotbalist englez (atacant)
- 2 septembrie: Gabriel Teixeira Machado, fotbalist brazilian (atacant)
- 2 septembrie: Alexandre Pato (Alexandre Rodrigues da Silva), fotbalist brazilian (atacant)
- 2 septembrie: Zedd (n. Anton Zaslavski), producător de muzică electronică și DJ ruso-german
- 4 septembrie: Constantin Gângioveanu (Constantin Mihai Gângioveanu), fotbalist român
- 4 septembrie: Ricardinho (Ricardo Cavalcante Mendes), fotbalist brazilian
- 5 septembrie: Grzegorz Sandomierski, fotbalist polonez (portar)
- 8 septembrie: Avicii (Tim Bergling), DJ, remixer și producător muzical suedez (d. 2018)
- 8 septembrie: Gylfi Sigurðsson, fotbalist islandez
- 8 septembrie: Alexandru Floroiu, actor român, impresar artistic și antreprenor cultural
- 9 septembrie: Valentin Crețu, sportiv român
- 12 septembrie: Rafał Majka, ciclist polonez
- 13 septembrie: Thomas Müller, fotbalist german (atacant)
- 14 septembrie: Oier Olazábal (Oier Olazábal Paredes), fotbalist spaniol (portar)
- 14 septembrie: Oana Opincariu, patinatoare de viteză română
- 15 septembrie: Steliana Nistor, sportivă română (gimnastică artistică)
- 15 septembrie: Ilnur Zakarin, ciclist rus
- 16 septembrie: José Salomón Rondón Giménez, fotbalist venezuelean (atacant)
- 16 septembrie: Vlad Popescu, politician român
- 21 septembrie: Jason Derulo (Jason Joel Desrouleaux), cântăreț, compozitor și dansator american
- 21 septembrie: Emma Watkins, cântăreață și actriță australiană (The Wiggles)
- 22 septembrie: Sabine Lisicki, jucătoare germană de tenis
- 22 septembrie: Marius Tigoianu, fotbalist român
- 24 septembrie: Alberto Noguera Ripoll, fotbalist spaniol
- 25 septembrie: Constantin Mișelăricu, fotbalist român
- 25 septembrie: Fernanda da Silva, handbalistă braziliană
- 26 septembrie: Kieran Gibbs (Kieran James Ricardo Gibbs), fotbalist englez
- 27 septembrie: Măriuca Verdeș, interpretă română de muzică populară
- 28 septembrie: AMI (n. Andreea Ioana Moldovan), cântăreață română
- 28 septembrie: AMI, cântăreață și compozitoare română
- 28 septembrie: AMI, cântăreață și compozitoare română
- 29 septembrie: Ievhen Konopleanka (Ievhen Olehovîci Konopleanka), fotbalist ucrainean
- 29 septembrie: Maciej Makuszewski, fotbalist polonez
- 29 septembrie: Cristina Zamfir, handbalistă română

## Decese
Kazimierz Deyna, 41 ani, fotbalist polonez (n. 1947)
Georges Simenon (Georges Joseph Christian Simenon), 86 ani, scriitor belgian (n. 1903)
Valentina, creatoare de modă americană (n. 1899)
Ion Desideriu Sârbu, 70 ani, romancier și eseist român (n. 1919)
Alex Fletcher (Alexander MacPherson Fletcher), 60 ani, politician britanic (n. 1929)
Irving Berlin (n. Israel Isidore Beilin), 101 ani, compozitor american (n. 1888)
Ferdinand Marcos, politician filipinez (n. 1917)